# Dallina obessa
Dallina obessa är en armfotingsart som beskrevs av Yoshitaka Yabe och Kishio Hatai 1934. Dallina obessa ingår i släktet Dallina och familjen Dallinidae. Inga underarter finns listade i Catalogue of Life.